# كلكين
كلكين هي قرية في مقاطعة كليبر، إيران. عدد سكان هذه القرية هو 17 في سنة 2006.